# Lebohang Kganye
Lebohang Kganye, née en 1990 à Katlehong en Afrique du Sud, est une artiste et photographe africaine. Elle vit et travaille à Johannesburg.

## Biographie
Entre 2009 et 2011, Lebohang Kganye suit des cours de photographie dans le cadre des ateliers Market Photo Workshop à Johannesburg. Elle a également été élève de l’université de Johannesburg dans la section dédiée aux Beaux-arts.

## Carrière professionnelle
Après avoir obtenu le prix Tierney Fellowship Award dédié aux photographes en 2012, Lebohang Kganye expose pour la première fois son travail personnel intitulé Ke Lefa Laka : Her-Story & Heir-Story dans la Market Photo Workshop Gallery à Johannesburg en 2013.
Son travail vise à créer un espace où le passé et le présent convergent pour créer des versions alternatives de l’histoire et de la mémoire. La majeure partie de ses photographies repose sur des autoportraits. La photographe explore l’histoire fictive en utilisant des archives pour faire cohabiter des personnages inventés avec des personnages réels placés dans un nouvel univers. 
En 2014, l'artiste est nommée aux 17th Business and Arts South Africa Awards.

### S'phamandla(2009-2010)
Le projet documentaire explore les questions de l’identité et du déplacement de population en photographiant les maisons de ce quartier résidentiel de Johannesburg. Selon l’auteure, il s’agit d’interroger visuellement le Reconstruction and Development Programme (RDP) lancé dès 1994 en Afrique du Sud.

### Reshot(2011)
En collaboration avec Onthalie Modise également étudiante du Market Photo Workshop, Lebohang Kganye participe à Reshot un projet photographique axé sur la notion d’archives à partir de l’histoire personnelle des habitants de Makweteng, un ancien township situé près de Potchefstroom (municipalité de Tlokwe) dans le Nord-Ouest de l'Afrique du Sud.  Leur interprétation graphique du conflit s’est appuyée sur l’histoire des gens d’Ikageng enlevés de force de Matwteteng dans les années 1960.

### Ke Lefa Laka: Her-Story & Heir-Story(2012-2013)
La genèse de ce travail en deux parties commence le jour où l'artiste visuelle perd sa mère, son principal lien avec sa famille élargie. Dès lors, elle revient sur ses origines et visite les différents sites où sa famille a vécu. Elle y trouve des morceaux du passé à travers des photos ou des vêtements parsemés au fil des années. Au-delà de l'histoire familiale, Ke Lefa Laka explore le cadre politique, historique et économique de l'Afrique du Sud contemporaine et notamment la reconstruction du pays à la suite des lois de l’apartheid et à l’amendement des lois territoriales.
In Her-Story, Lebohang Kganye juxtapose à l'aide d'un montage numérique sa silhouette sur celle de sa défunte mère. En s'habillant d’une manière similaire et en adoptant la même pose, l'artiste se cache dans l’ombre historique de cette femme tout en illustrant l’instant de l’image photographique au présent. Heir-Story, seconde partie du projet est une série de photographies et collages grandeur nature représentant des épisodes de la vie de son grand-père pendant l’Apartheid.
Ce travail a été présenté pour la première fois à la galerie Market Photo Workshop de Johannesburg en 2013, puis au musée de la photographie Huis Marseille d'Amsterdam dans le cadre de l'exposition collective Apartheid and After en juin 2014.

### Pied Piper's Voyage(2014)
En 2014, Lebohang Kganye fait partie du programme britannique The Space and Connect ZA, co-commission réunissant 6 artistes visuels britanniques et sud-africains émergents, liés au domaine de l'animation tout comme à celui de la musique, pour la création de pièces visuelles. Elle produit dans ce contexte la création intitulée Pied Piper's Voyage accompagnée des musiciens Auntie Flo et Esa Williams. Le court-métrage est présenté à Glasgow pour les commémorations du Mandela Day.

## Expositions
Parmi les expositions les plus récentes :
- 2017 : Give Me Yesterday, Fondation Prada, Milan
- 2016 : The Armory Show, Afronova, New York
- 2016 : Kin, Hangar, Centro de Investigação Artística, Lisbonne
- 2015 : 1:54 African Contemporary Art Fair, Afronova, Pioneer Works, New York
- 2015 : The View from Here, Tiwani Contemporary, Londres
- 2015 : Now you see me, Now you don’t, International Schillertage, Mannheim
- 2015 : Trek, Following Journeys, SMAC Gallery, Le Cap
- 2014 : Femme Photographe, Onomo Hotel, Dakar
- 2014 : Apartheid and After, Huis Marseille, Amsterdam
- 2013 : Ke Lefa Laka, Market Photo Workshop Gallery, Johannesburg
- 2013 : Short Change, My Joburg, La Maison Rouge, Paris
- 2012 : Sasol New Signatures, Pretoria Art Museum, Pretoria

## Récompenses
- 2012 :  Prix Tierney Fellowship Award
- 2015 : Lauréate du Prix Coup de Cœur, Bamako Encounters, Bamako

## Ressources externes
- Notices d'autorité :   - VIAF
  - ISNI
  - LCCN
  - GND
  - WorldCat
- Ressources relatives aux beaux-arts :   - Delarge
  - MutualArt
- Ressource relative à l'audiovisuel :   - Africultures